# 오사카부 제4구
오사카부 제4구(大阪府 第4区)는 일본의 중의원 선거구이다. 1994년 공직선거법으로 신설되었다.
이 지역은 오사카 시청이 위치해 있다.

## 지역
- 오사카시
  - 미야코지마구
  - 후쿠시마구
  - 조토구
  - 기타구